# Gersfeld
Gersfeld är en stad i Landkreis Fulda i Regierungsbezirk Kassel i förbundslandet Hessen i Tyskland. 
De tidigare kommunerna  Mosbach, Rengersfeld, Rodenbach, Rommers och Sandberg uppgick i Gersfeld 31 december 1970 följ av Altenfeld, Gichenbach, Hettenhausen, Maiersbach, Obernhausen och Schachen 31 december 1971 samt Dalherda 1 augusti 1972.